# Koreanische Buschmücke
Die Koreanische Buschmücke (Aedes [Hulecoeteomyia] koreicus, auch Aedes [Finlaya] koreicus, ursprünglich Ochlerotatus koreicus) ist eine zunächst aus Korea bekannte, aber auch in Japan, Nordostchina und im angrenzenden Russland beheimatete Art der Stechmücken. Als Überträger von Krankheitserregern wie den Viren der Japanischen Enzephalitis, des Chikungunya-Virus sowie des Herzwurms und von Brugia malayi ist Aedes koreicus für den Menschen bedeutsam. Im Jahr 2008 wurde der Art erstmals auch in Europa nachgewiesen. Die Arten der Gattung Aedes „gelten weltweit als höchst erfolgreiche invasive Arten.“

## Aussehen und Lebensweise
Erwachsene Exemplare von Aedes koreicus sind relativ groß und an den Beinen und an anderen Körperteilen schwarz-weiß gemustert, verursacht durch weiße Flecken auf schwarzem Hintergrund. Sie ähneln stark der Asiatischen Buschmücke (Aedes japonicus), da sie – wie diese – auch mehrere deutlich erkennbare Längslinien am Halsschild haben, was sie von der Gelbfiebermücke (Aedes aegypti) unterscheidet. Das Hauptunterscheidungsmerkmal von der Asiatischen Buschmücke ist das Vorhandensein einer vollständigen, hellen Basalbande auf dem vorletzten Fußglied (e4) der Hinterbeine bei Aedes koreicus.
Eine Besonderheit der Funde aus Belgien und Italien war, dass diese Mücken am Krallenglied (e5) eine unvollständige helle Basalbande aufweisen, wie sie auf dem koreanischen Festland nicht vorkommt, wohl aber auf der koreanischen Insel Jeju-do.  Nach ihrem Erstnachweis in Italien im Mai 2011 wurde in einer den Fund beschreibenden Studie angemerkt, dass nur wenige Informationen zur Biologie und zum Verhalten der Art bekannt seien; sie ernähre sich vom Blut der Menschen, seiner Nutztiere sowie seiner Haustiere und sei gut angepasst an ein Leben in urbaner Umgebung.
Ähnlich wie Aedes japonicus überwintert Aedes koreicus in Form von frost- und austrocknungswiderständigen Eiern, aus denen im Frühling – sobald die Umweltbedingungen günstiger werden – die nächste Generation hervorgeht. In Norditalien wurden Jugendstadien der Art in Auffangbehältern für Regenwasser und anderen Wasserbecken, zum Beispiel in Gartencentern und auf Friedhöfen, bis in 1250 Meter Höhe über dem Meeresspiegel nachgewiesen, wobei angemerkt wurde, dass die in der Region ebenfalls bereits etablierte Asiatische Tigermücke (Aedes albopictus) dort in Höhen über 800 Meter nicht oder allenfalls sporadisch vorkommt.

## Ausbreitung in Europa seit 2008
In Europa wurde die Koreanische Buschmücke erstmals im Jahr 2008 in Belgien in unmittelbarer Nähe des Industriegebiets von Maasmechelen nachgewiesen. Auch aus Italien (2011), Slowenien (2013), der Schweiz (2013), Ungarn (2016) und danach aus diversen weiteren europäischen Staaten gab es Fundmeldungen. In Russland war die Mücke bereits 2012 auch am Schwarzen Meer in der Region Sotschi verbreitet.
Der Nachweis in Belgien war der erste Fund dieser Art außerhalb ihres bis dahin bekannten Verbreitungsgebiets in Asien. Als wahrscheinlichster „Zugangsweg“ der Stechmücken wurde in einem Forschungsbericht der internationale Handel mit gebrauchten Reifen benannt. Eine belgisch-amerikanische Forschergruppe berichtete 2012, zwischen Sommer 2008 und Oktober 2009 seien im Umkreis von vier Kilometern um den ersten Fundort weitere Tiere gefangen worden. Ihrer Einschätzung zufolge war dort seinerzeit eine stabile Population entstanden, begünstigt durch den Umstand, dass die Wintertemperaturen sowie die Anzahl der Frosttage und -nächte in Belgien in den als Vergleich herangezogenen Jahren 2004 bis 2008 ähnlich den Verhältnissen in Südkorea gewesen seien. Im Juni 2018 berichtete die belgische Zeitung De Morgen, die Koreanische Buschmücke sei in Maasmechelen etabliert: „Die Population ist jedoch klein und führt nicht zu Belästigungen“ und werde von Forschern des Instituut voor Tropische Geneeskunde überwacht. Auf der Website des Instituts wurde im März 2019 erläutert, die Population von Aedes koreicus besiedele inzwischen eine Fläche von 113 km².
In Italien konnte sich, ausgehend vom ersten Fundort in der norditalienischen Provinz Belluno, bis 2015 in den angrenzenden Provinzen Trentino, Vicenza und Treviso eine Population etablieren und ausbreiten. 2018 wurden die ersten Funde in Österreich im unweit nördlich an Italien angrenzenden Bundesland Tirol nachgewiesen. 2021 lagen zusätzliche Nachweise aus Kärnten, der Steiermark und erstmals auch aus Wien vor.
In Deutschland wurde erstmals 2015 ein einzelnes Exemplar bei Augsburg gefangen und im Rahmen der Erstellung des Mückenatlas identifiziert. Im September 2016 wurde eine einzelne Larve in einer Friedhofsvase in Wiesbaden-Sonnenberg gefunden. In den beiden folgenden Jahren konnte eine etablierte Population über ein Gebiet von etwa 50 km2 in Wiesbaden bestätigt werden. Die Population scheint in keinem Zusammenhang mit der belgischen und italienischen zu stehen, da in Wiesbaden die morphologische Ausprägung gefunden wurde, die vom koreanischen Festland bekannt ist.
Auch Forscher der Senckenberg Gesellschaft für Naturforschung veröffentlichten im März 2019 eine Studie, aus der sie ableiteten, dass die Mücken der Art in Deutschland überwintern, sich als „Container-Brüter“ in Regentonnen, Blumenvasen und Vogeltränken reproduzieren und – wie bereits andere Arten der Gattung Aedes – als Neozoen sich in Europa etablieren und ausbreiten können. In der Studie wurden 2017 vier Individuen in Wiesbaden-Bierstadt nachgewiesen und 2018 erneut mehrere Exemplare – darunter Larven und Puppen – am gleichen Fundort in Wiesbaden, einer Regentonne auf einem privaten Gartengrundstück und dort aufgestellten Mückenfallen mit Duftködern. Die Mücken in Wiesbaden wurden von den Senckenberg-Forschern untersucht, wobei keine gefährlichen Erreger festgestellt werden konnten.

## Belege
1. ↑  F.W. Edwards (1917): Notes on Culicidae, with descriptions of new species. Bulletin of Entomological Research 7 (3): 201-229, auf S. 212–213.(Volltextlink (Memento vom 19. März 2016 im Internet Archive))
2. ↑  F. Rosso et al.: Toward the definition of Aedes albopictus and Aedes koreicus pathobioma from an area of recent invasion in northern Italy. Online-Publikation, Archivio istituzionale della ricerca – Fondazione Edmund Mach,  oai:openpub.fmach.it:10449/49478, Zusammenfassung.
3. ↑  Han-Il Ree: Taxonomic Review and Revised Keys of the Korean Mosquitoes (Diptera: Culicidae). In: Entomological Research. Band 33, Nr. 1, 2007, S. 3952. doi:10.1111/j.1748-5967.2003.tb00047.x.
4. ↑  Gioia Capelli et al.: First report in italy of the exotic mosquito species Aedes (Finlaya) koreicus, a potential vector of arboviruses and filariae. In: Parasit & Vectors. Online-Publikation. 2011; 4: 188, doi:10.1186/1756-3305-4-188.
5. ↑  Fabrizio Montarsi et al.: Distribution and habitat characterization of the recently introduced invasive mosquito Aedes koreicus [Hulecoeteomyia koreica], a new potential vector and pest in north-eastern Italy. In: Parasites & Vectors. 2013, 6:292, doi:10.1186/1756-3305-6-292.
6. ↑  Neue exotische Mückenart siedelt sich in Hessen an. Auf: uni-frankfurt.de vom 8. März 2019.
7. ↑  Aedes koreicus – current known distribution.  Verbreitung in Europa. Auf: ecdc.europa.eu, Stand: Januar 2019.
8. ↑   Ludmila A. Ganushkina et al.: Detection of Aedes aegypti, Aedes albopictus, and Aedes koreicus in the Area of Sochi, Russia. In:  Vector-Borne and Zoonotic Diseases. Band 16, Nr. 1, 2016, doi:10.1089/vbz.2014.1761.
9. ↑  Projekt Mosquito vectors of disease: spatial biodiversity, drivers of change, and risk, Abschlussbericht aus dem Jahr 2012, S. 89–91.  Auf: belspo.be, zuletzt abgerufen am 23. Mai 2022.
10. ↑  Sporadische Funde in der französischen Region Auvergne-Rhône-Alpes werden ebenfalls auf importierte gebrauchte Reifen aus Asien zurückgeführt; siehe Les espèces de moustiques importées en France. Auf: eid-rhonealpes.com, zuletzt abgerufen am 23. Mai 2022.
11. ↑  V. Versteirt et al.: Bionomics of the Established Exotic Mosquito Species Aedes koreicus in Belgium, Europe. In: Journal of Medical Entomology. Band 49, Nr. 6, 2012, S. 1226–1232, doi:10.1603/ME11170.
12. ↑  Vorig jaar geen tijgermuggen gespot in België. (Memento vom 28. Juni 2018 im Internet Archive) Online-Veröffentlichung vom 7. Juni 2018.
13. ↑  Memo Project - Exotic Mosquitoes in Belgium. Auf: itg.be, zuletzt abgerufen am 23. Mai 2022.
14. ↑  Fabrizio Montarsi et al.: Current distribution of the invasive mosquito species, Aedes koreicus [Hulecoeteomyia koreica] in northern Italy. In: Parasites & Vectors. 2015, 8:614, doi:10.1186/s13071-015-1208-4.
15. ↑  Hans-Peter Fuehrer et al.: Monitoring of alien mosquitoes in Western Austria (Tyrol, Austria, 2018). In: PLoS Neglected Tropical Diseases. Band 14, Nr. 6, 2020, e0008433, doi:10.1371/journal.pntd.0008433.
 Gefährliche neue Stechmücken werden in Tirol heimisch. Auf: idw-online.de vom 29. Juni 2020.
16. ↑  Neue Stechmückenarten durch Klimawandel. Auf: orf.at vom 27. April 2022.
17. ↑  Doreen Werner, Dorothee E. Zielke und Helge Kampen: First record of Aedes koreicus (Diptera: Culicidae) in Germany. In: Parasitology Research. Band 115, Nr. 3, 2016, S. 1331–1334, doi:10.1007/s00436-015-4848-6.
 Doreen Walther und Helge Kampen: Der Mückenatlas: Stechmücken-Monitoring mit Bürgerbeteiligung. Wichtige Ergebnisse 2012–2015. S. 25. Auf: hlnug.de, zuletzt abgerufen am 23. Mai 2022.
18. ↑  Wolf Peter Pfitzner, Alice Lehner, Daniel Hoffmann, Christina Czajka, Norbert Becker: First record and morphological characterization of an established population of Aedes (Hulecoeteomyia) koreicus (Diptera: Culicidae) in Germany. In: Parasites & Vectors. Band 11, Nr. 1, Dezember 2018, ISSN 1756-3305, doi:10.1186/s13071-018-3199-4, PMID 30558660, PMC 6296035 (freier Volltext).
19. ↑  Antje Steinbrink, Sina Zotzmann, Sarah Cunze und Sven Klimpel: Aedes koreicus — a new member of the genus Aedes establishing in Germany? In: Parasitology Research. Band 118, Nr. 3, 2019, S. 1073–1076, doi:10.1007/s00436-019-06232-x.
20. ↑  Exotische Stechmücke schwirrt in Wiesbaden. Auf: wiesbadener-kurier.de vom 8. März 2019.
21. ↑  Marie-Luise Raupach: Entwarnung für Wiesbaden: Koreanische Buschmücke untersucht. In: Wiesbadener Kurier. 26. September 2019, abgerufen am 23. Mai 2022.